# هوية سومرفيلد
هوية سومرفيلد هي هوية رياضياتية، اكتشفت عن طريق أرنولد سومرفيلد و تستعمل في نظرية انتشار الموجات.
{\displaystyle {\frac {e^{ikR}}{R}}=\int \limits _{0}^{\infty }I_{0}(\lambda r)e^{-\mu \left|z\right|}{\frac {\lambda d\lambda }{\mu }}}
حيث
{\displaystyle \mu ={\sqrt {\lambda ^{2}-k^{2}}}}
تًُأخذ بالجزء الموجب الحقيقي، لتأكيد انحصار التكامل و تلاشيه عندما {\displaystyle {\displaystyle z\rightarrow \pm \infty }}، و
{\displaystyle R^{2}=r^{2}+z^{2}}
هنا {\displaystyle R} هي المسافة من نقطة المركز بينما {\displaystyle r} هي المسافة من المحور المركزي لاسطوانة كما في نظام الإحداثي أسطواني {\displaystyle {\displaystyle (r,\phi ,z)}}. هنا طريقة كتابة الرموز لدالة بيسل تتبع النظام الألماني، حت تكون على اتساق مع طريقة كتابة الرموز الأصلية المتبعة من سومرفيلد. الدالة {\displaystyle {\displaystyle I_{0}(z)}} هل من المستوى صفر لدالة بيسل من النوع الأول، أو ما يعرف بـ {\displaystyle {\displaystyle I_{0}(z)=J_{0}(iz)}} في الطريقة الإنجليزية. هذه الهوية هي هوية سومرفيلد.
يمكن كتابة هذه الهوية بطريقة أخرى، حيث أنها يمكن أن توجد بشكل أسهل كامتداد لموجة كروية بطريقة الموجات المتماثلة بشكل اسطواني:
{\displaystyle {\frac {e^{ik_{0}r}}{r}}=i\int \limits _{0}^{\infty }{dk_{\rho }{\frac {k_{\rho }}{k_{z}}}J_{0}(k_{\rho }\rho )e^{ik_{z}\left|z\right|}}}
حيث
{\displaystyle k_{z}=(k_{0}^{2}-k_{\rho }^{2})^{1/2}}
طريقة كتابة الرموز هنا مختلفة عما سبق، إذ أن {\displaystyle r} هنا هي المسافة من نقطة الأصل و {\displaystyle {\displaystyle \rho }} هي المسافة نصف القطرية كما في نظام الإحداثي أسطواني المعرف كـ {\displaystyle {\displaystyle (\rho ,\phi ,z)}}. المعنى الفيزيائي هنا هو أن الموجة الكروية يمك أن تتوسع إلى مجموع من الموجوات الأسطوانية في الاتجاه {\displaystyle \rho }، مضروبة بموجة مستوية ثنائية الأوجه في الاتجاه {\displaystyle z}. يجب أن يأخد هذا المجموع لجميع أرقام الموجة {\displaystyle {\displaystyle k_{\rho }}}.
تعتبر هوية سومرفيلد مرتبطة بشكل قريب بتحويل فورييه ثنائي الأبعاد مع تمثال أسطواني، على سبيل المثال، كتحويل هانكل. يمكن الحصول عليها عند تحويل الموجة الكروية على طول الإحداثيات المستوي {\displaystyle {\displaystyle x},{\displaystyle y)}} أو {\displaystyle {(\displaystyle \rho },{\displaystyle \phi }}، مع عدم التحويل على طول الارتفاع {\displaystyle z}.